# Miquel Àngel Luque i Santiago
Miquel Àngel Luque i Santiago (Sabadell, 23 de juliol de 1990) és un futbolista català que juga com a centrecampista.

## Trajectòria
Luque va créixer a Manresa. Va jugar en els equips inferiors del RCD Espanyol i de la Fundació Ferran Martorell. De 2005 a 2009, el migcampista va jugar en els equips inferiors del Vila-real CF. El 2009, Luque, va ser contractat pel FC Barcelona per al segon equip, el Barça Atlètic.